# ジュリオ・セザール・ジャコビ
ジュリオ・セザール（Júlio César）ことジュリオ・セザール・ジャコビ（ポルトガル語: Júlio César Jacobi、1986年9月2日 - ）は、ブラジルのサッカー選手。ポジションはGK。

## クラブ歴
J・マルセーリ・フチボウ、パラナ・クルーベの下部組織に在籍した。2005年8月にボタフォゴFRと5年契約を締結しプロとなった。2006年11月26日にカンピオナート・ブラジレイロ・セリエA初出場。
2008年1月にポルトガルのCFベレネンセスに移籍。2月23日の試合でゴールキーパーのパウロ・コスチーニャが退場した事を受けてフォワードのヴェウドンに代わって投入されプリメイラ・リーガ初出場となったが、1-3で敗れた。2008-09シーズンは正ゴールキーパーとして出場を重ねていたものの、クラブは降格した。
2009-10シーズンに強豪SLベンフィカに移籍した。ベレネンセス時代にも指導を受けていたジョルジェ・ジェズスがベンフィカの監督に就任したため、再会となった。そして彼はキムの控えの地位を確立、ジョゼ・モレイラを第3ゴールキーパーに押しやった。2010年4月8日のUEFAヨーロッパリーグ 2009-10の準決勝でリヴァプールFCのディルク・カイトと交錯し脳震盪となり病院に搬送された。幸い後遺症はなかった。
2011年8月17日に1シーズンの契約でリーガ・エスパニョーラのグラナダCFにチームメイトのカルロス・マルティンス、ジョルジェ・リベイロとともに期限付き移籍。12月13日にコパ・デル・レイで移籍後初出場となるも、1-4で敗北した。このシーズンはロベルト・フェルナンデスの控えであった。
2013年9月1日にベンフィカと契約解除。翌年3月10日にミゲル・アンヘル・モジャをが大怪我をしたヘタフェCFにシーズン末までの5ヶ月契約で急遽加入となった。
2014年9月9日にフルミネンセFCに加入、6年ぶりのブラジル復帰となった。
2019年1月にグレミオFBPAに移籍。

## 家族
兄のダルシもサッカー選手。